# Thomas Akyazılı
Thomas Akyazılı (Mortsel, 15 gennaio 1997) è un cestista belga con cittadinanza turca.

## Palmarès
- Coppa del Belgio: 1

Anversa: 2019